# Carlo D'Adamo
Carlo D'Adamo (inizio XVIII secolo – fine XVIII secolo) è stato uno scultore italiano, noto per essere stato uno dei più prestigiosi artisti marmorari napoletani della metà del XVIII secolo.

## Biografia
Nato in una famiglia di stuccatori, D'Adamo mostrò fin da giovane un talento per la lavorazione del marmo e per l'ornamentazione architettonica. Lavorò sui disegni di importanti architetti dell'epoca, tra cui Ferdinando Sanfelice e Domenico Antonio Vaccaro.
Operando principalmente a Napoli tra il 1725 e il 1751, D'Adamo ha lasciato un'impronta nell'ambito dell'arte e dell'architettura del periodo.
Le sue opere sono caratterizzate da una qualità esecutiva, una ricchezza di dettagli e un gusto per l'ornamentazione intricata tipica dello stile rococò. Tra i suoi lavori più celebri si annoverano gli altari e le decorazioni marmoree realizzate per numerose chiese di Napoli e delle regioni circostanti. Nonostante la sua attività principale fosse concentrata sulla lavorazione del marmo, D'Adamo dimostrò anche una notevole abilità nella scultura, come evidenziato dai suoi mezzi busti dei Santi vescovi patroni, che decorano l'intera navata della cattedrale di Napoli.
La sua fama raggiunse l'apice nel 1738, quando fu incaricato di realizzare importanti opere per le nozze del re Carlo di Borbone con Maria Amalia di Sassonia. Tra le sue commissioni più significative di questo periodo vi fu la decorazione della porta principale del Teatro di San Carlo a Napoli e la realizzazione di numerose opere decorative destinate agli ambienti reali.

## Galleria d'immagini

### Busti in marmo del Duomo di Napoli
Questa serie di opere sono state effettuate a metà del XVIII secolo.